# Moschee

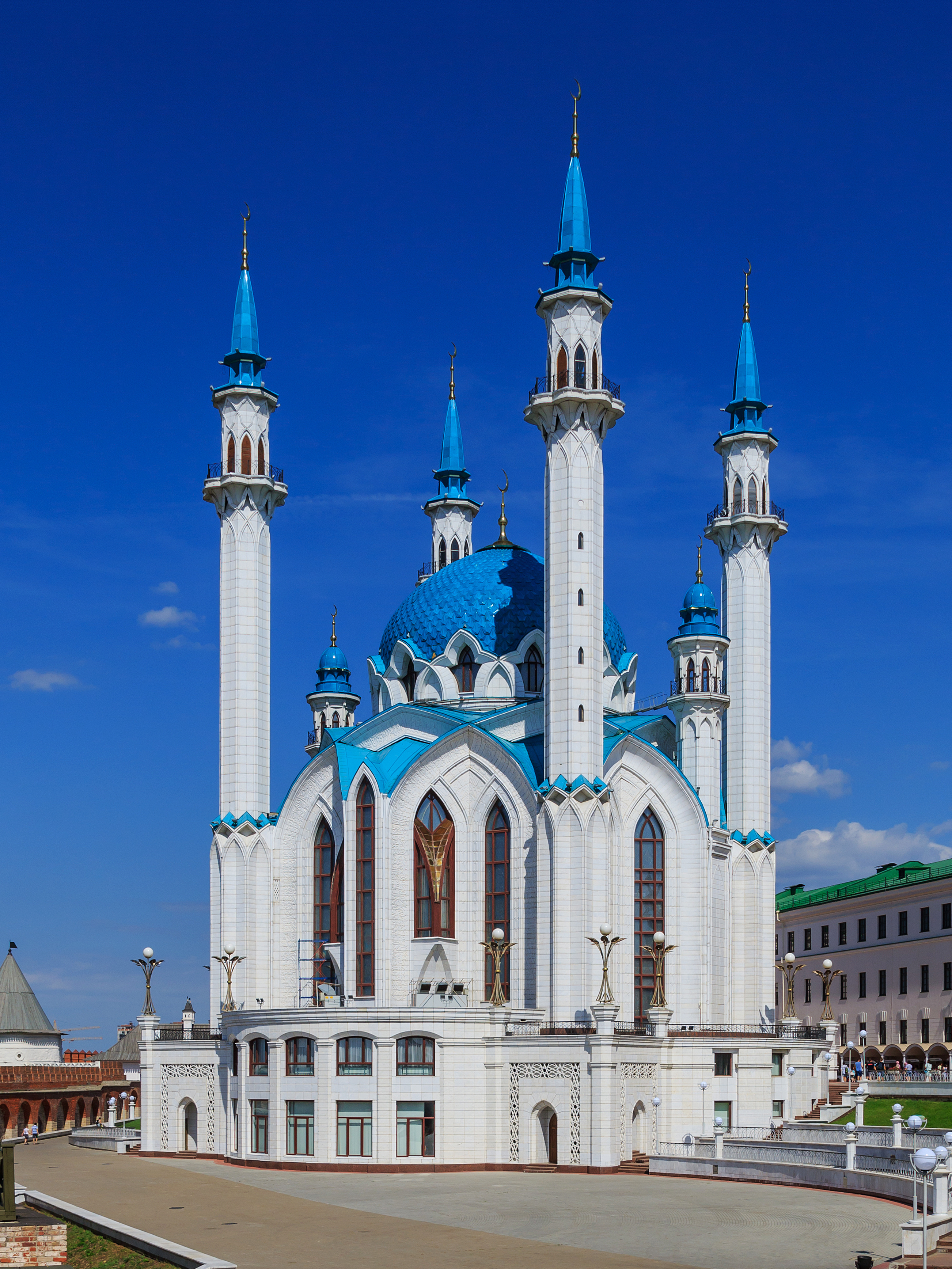
Kul-Scharif-Moschee in Tatarstan, 2016

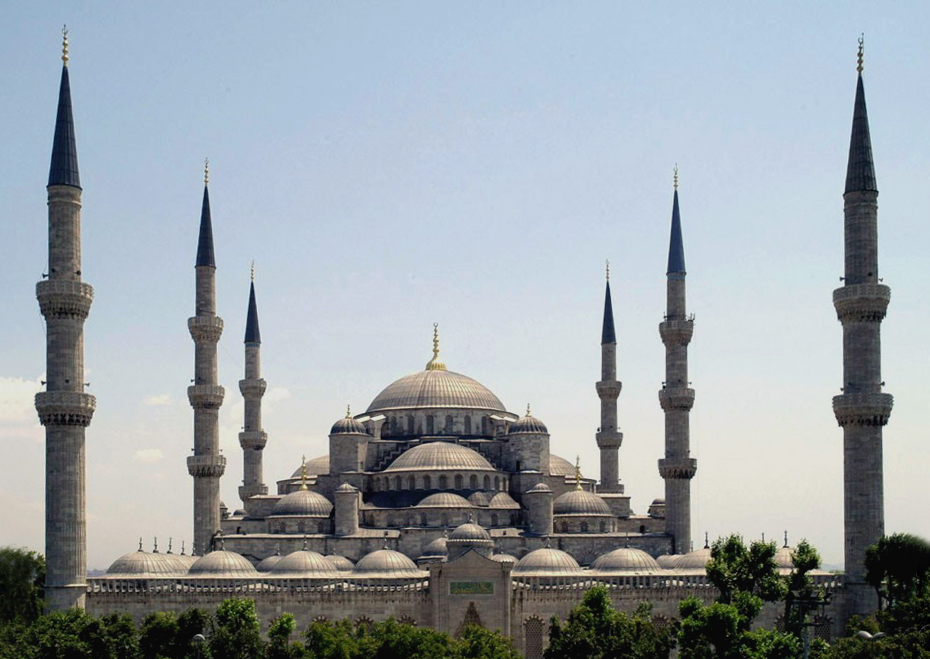
Die Sultan-Ahmed-Moschee mit ihren sechs Minaretten in Istanbul

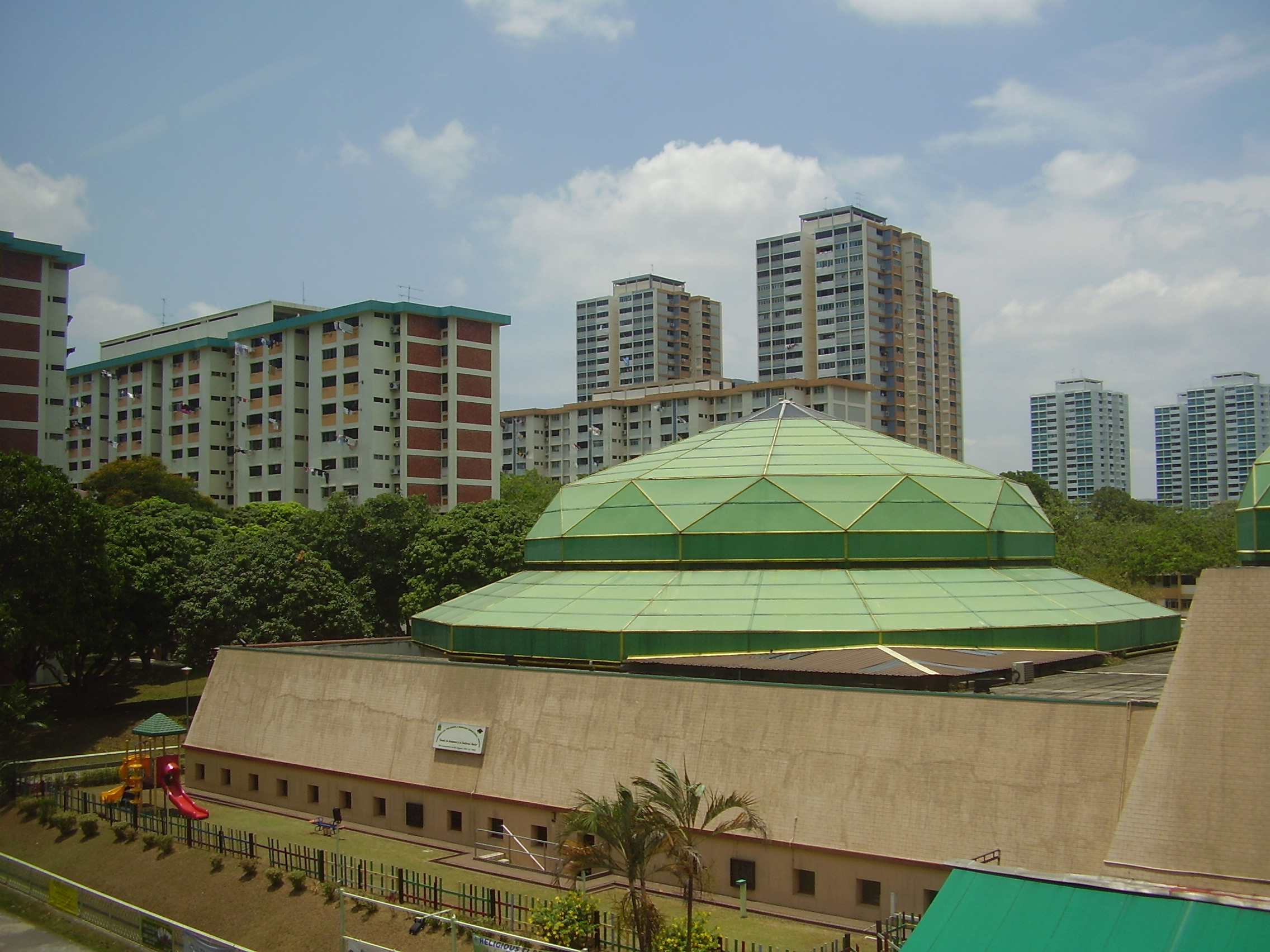
Moschee in Singapur

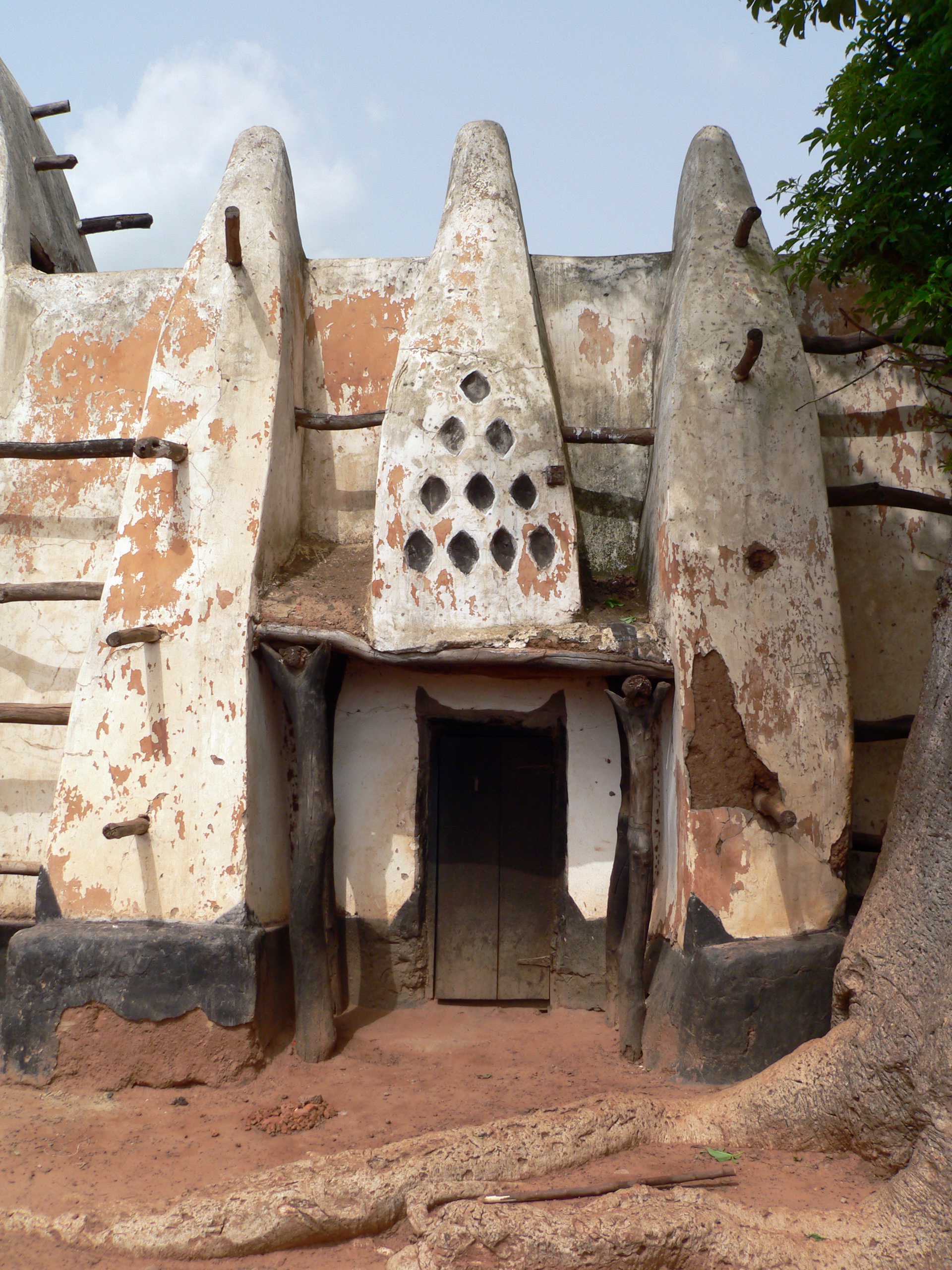
Moschee von Larabanga, Ghana

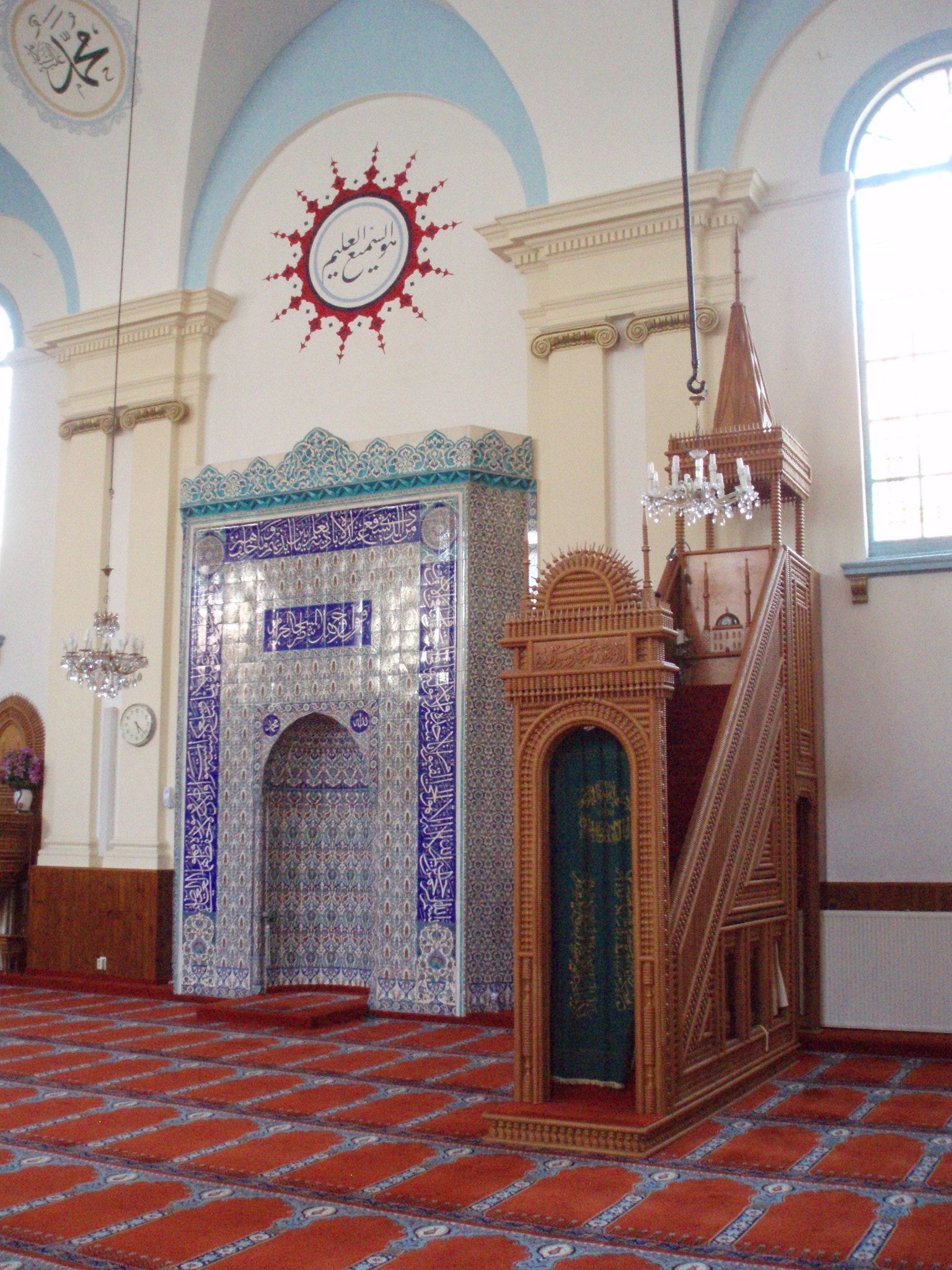
Aksa-Moschee in Den Haag, bis 1975 eine Synagoge

Eine Moschee (von arabisch مسجد Masdschid, DMG masǧid ‚Ort der Niederwerfung‘) ist ein ritueller Ort des gemeinschaftlichen islamischen Gebets und darüber hinaus der politischen, rechtlichen und lebenspraktischen Wertevermittlung im Sinne des Islams sowie ein sozialer Treffpunkt.
Obwohl die täglichen Gebete grundsätzlich überall ausgeführt werden können, gilt es als besonders verdienstvoll, wenn man sie in der Moschee verrichtet, weil auf diese Weise die Zugehörigkeit zur muslimischen Gemeinschaft zum Ausdruck gebracht wird. In verschiedenen Hadithen heißt es, dass ein Gebet in der Gemeinschaft 25 Mal so viel wert sei wie ein Gebet zu Hause. Nur das Freitagsgebet ist definitiv an die Moschee gebunden. Ohne Vollzug in der Moschee verliere dieses seine Gültigkeit.
Unterschieden wird zwischen einfachen Moscheen (in der Türkei Mescit), die von Privatpersonen gestiftet wurden, und Freitagsmoscheen, die von staatlicher Seite unterhalten werden und an denen regelmäßig ein Freitagsgebet stattfindet.

## Ursprünge der Moschee
Das Wort „Moschee“ leitet sich vom arabischen masdschid über dessen nordafrikanische Aussprache masgid, das spanische mesquita und italienisch moschea her. Der zugrunde liegende arabische Begriff masdschid bedeutet „Ort der Niederwerfung (zum Gebet), Kultstätte“. Im Koran kommt dieser Begriff knapp 30 Mal vor, und zwar ausschließlich in spätmekkanischer und medinischer Zeit. An den meisten Stellen ist masdschid mit dem Attribut harām („heilig, verboten“) versehen (vgl. z. B. Sure 2:144 und 17:1) und bezeichnet dann in der Zusammensetzung al-Masdschid al-Harām das Heiligtum in Mekka.
Nach der Auswanderung aus Mekka nach Medina im Jahre 622 verloren die Muslime den Zugang zum Heiligtum in Mekka. Zum Gebet versammelten sie sich üblicherweise im Hof von Mohammeds Wohnhaus in Medina. Dieser Hof wird deswegen als die erste muslimische Moschee betrachtet, da mit ihm die Muslime zum ersten Mal einen eigenen Masdschid hatten. Auf der Grundlage des enormen ökonomischen Zugewinns, den die Gemeinschaft der Muslime nach dem Feldzug nach Chaibar erlebte, konnte 628 eine erste Vergrößerung dieser Prophetenmoschee in Angriff genommen werden. Schon zur Zeit des Propheten gab es andere Moscheen (masāǧid), die von ihm als religiöse Orte anerkannt wurden. Dies geht aus Sure 2:187 hervor, in der die männlichen Gläubigen aufgefordert werden, nicht ihre Frauen zu berühren, während sie sich zum Iʿtikāf in den Moscheen aufhalten.
Nach dem Modell der Prophetenmoschee in Medina wurden nach der Eroberung des Vorderen Orients in allen neu gegründeten arabischen Lagerstädten Moscheen errichtet.

## Personal, Verwaltung, soziale Aspekte
Zwar kann das Gebet grundsätzlich jeder Muslim leiten, der volljährig ist, die Gebetsformen beherrscht und die Gebete auf Arabisch sprechen kann, doch haben viele Moscheen einen festangestellten Vorbeter (Imam). Ein festangestellter Imam muss ein rechtschaffener, in religiösen Dingen bewanderter Mann sein.
In Freitagsmoscheen, die von staatlichen Stellen errichtet wurden, wird der Imam von der Regierung bestimmt; in privat gestifteten Moscheen wird er dagegen durch die Mitglieder der Moscheegemeinde festgelegt. Dem Imam steht es frei, ob er vor dem gemeinschaftlichen Gebet aus dem Koran oder aus den Hadith rezitiert und die Gemeinde im Glauben unterweist.
Freitagsmoscheen haben darüber hinaus meistens noch einen eigenen Chatīb, der die Freitagspredigt hält sowie einen Muezzin, der die Rufe zum Gebet, den Adhān und die Iqāma, verkündet.
Rechtsgrundlage der Moschee ist in islamischen Ländern meistens ein Waqf. In nicht-islamischen Ländern werden Moscheen üblicherweise von Moscheevereinen betrieben. Beim Neubau von Moscheen erwerben sie das Grundstück und treten als Bauträger auf.
Moscheen haben in der islamischen Geschichte häufig als Mittel zur religiös-sozialen Identitätspflege gedient. So wurden in der Frühzeit des Islam Moscheen meist von bestimmten Stämmen unterhalten und von ihnen als allgemeine Versammlungsorte genutzt. Später errichteten die Anhänger verschiedener Rechtsschulen sowie bestimmte konfessionelle Gemeinschaften wie die Schiiten separate Moscheen für die eigene Gruppe. Noch heute haben Moscheen sehr häufig eine bestimmte ethnonationale Ausrichtung. In manchen Ländern Westafrikas kam es im 20. Jahrhundert zwischen verschiedenen Volksgruppen, die die Hoheit über bestimmte Moscheen für sich beanspruchten, zu handgreiflichen Auseinandersetzungen.

## Bauelemente der Moschee

### Gebetsraum

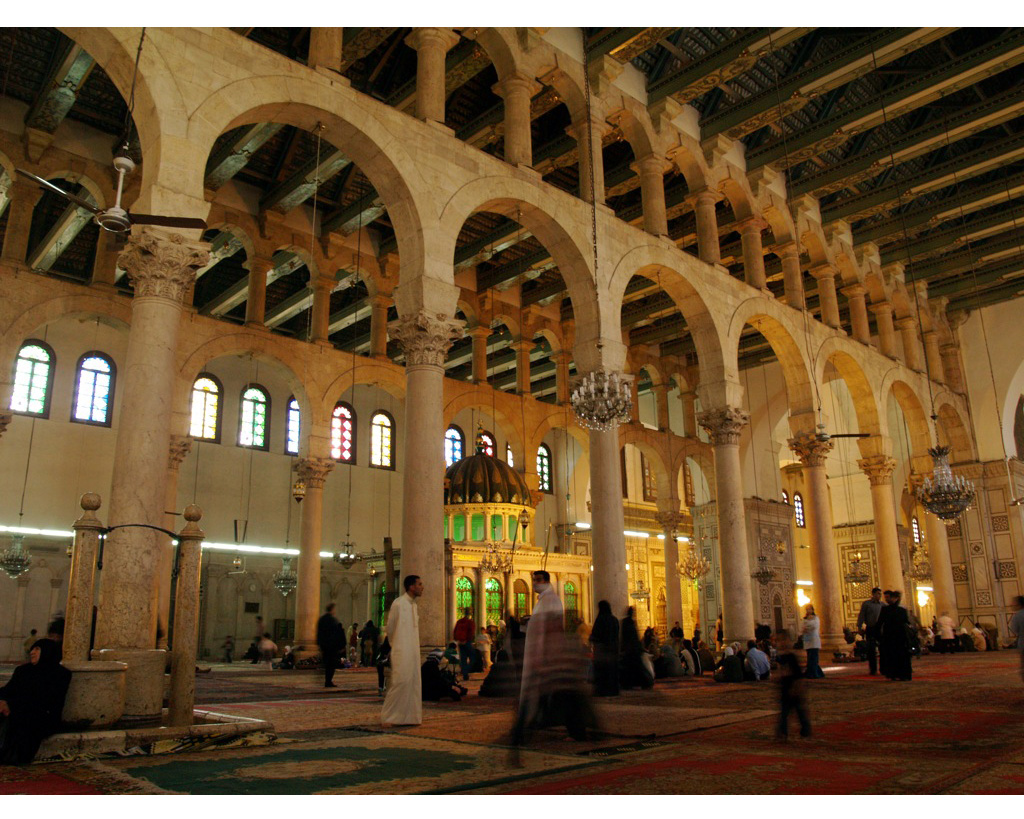
Säulenhalle der Umayyaden-Moschee in Damaskus

Das zentrale Element einer Moschee ist der Raum für das Gebet. In der Frühzeit des Islam bestand dieser meist nur aus einem umschlossenen Hof, dem sogenannten Sahn. Die Umayyaden-Moschee in Damaskus, die im frühen 8. Jahrhundert an der Stelle einer christlichen Kirche errichtet wurde, hatte erstmals eine Säulenhalle; andere Moscheen wie die Mezquita von Córdoba folgten. Später wurden überdachte Gebetsräume zum Standard, doch blieb ein ummauerter Hofbereich bis in die Gegenwart hinein wesentlicher Bestandteil einer Moschee. Frauen verrichten ihr Gebet meist zuhause oder in einem separaten Raum bzw. auf einer erhöhten und somit blickgeschützten Empore.
Neben den überdachten Moscheen gibt es auch offene Gebetsplätze (musallās) am Orts- oder Stadtrand. Sie werden nahezu ausschließlich beim Festgebet zum Opferfest und zum Fest des Fastenbrechens aufgesucht und bieten einer großen Menschenmenge Platz (siehe Eidgah).

### Gebetsnische

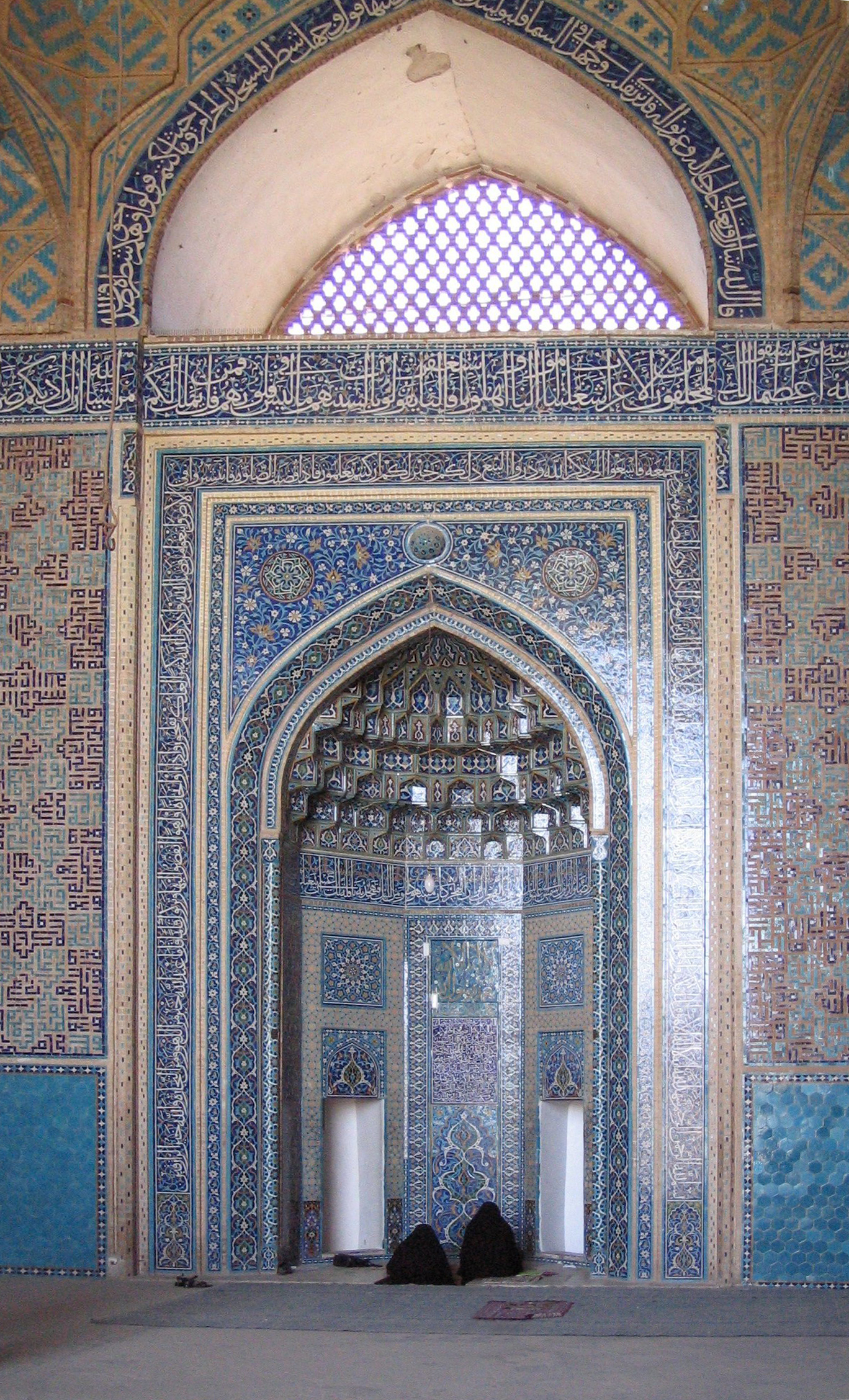
Die Gebetsnische (Mihrab) der Freitagsmoschee von Yazd (Iran)

Muslime beten in Richtung der Kaaba (Zentralheiligtum in Mekka). In Räumen, die regelmäßig als Gebetsraum dienen, ist die Kennzeichnung der Gebetsrichtung (arabisch qibla) obligatorisch. Es reicht eine erkennbare Hervorhebung der sogenannten Qibla-Wand. Dies können eine Linie oder ein Pfeil, eine Inschrift oder eine Tafel mit dem Wort ,Qibla‘, andere Inschriften und gestalterische Mittel oder auch die Gebetsnische sein, die Mihrāb genannt wird. Die Kennzeichnung der Qibla ist damit das wichtigste Element einer Moschee.
Der Mihrāb hat mehrere Funktionen. Er kennzeichnet zum einen die Qibla, zum anderen den Platz des Imams beim Gebet vor der Gruppe. Darüber hinaus hat er eine akustische Wirkung. Durch die halbrunde oder vieleckige Nischenform des Mihrab, schallen die lauten Rezitationen des Imam in den Gebetsraum zurück, sodass alle Gläubigen die Worte des Imam verstehen und dem Gebet folgen können.

### Minbar

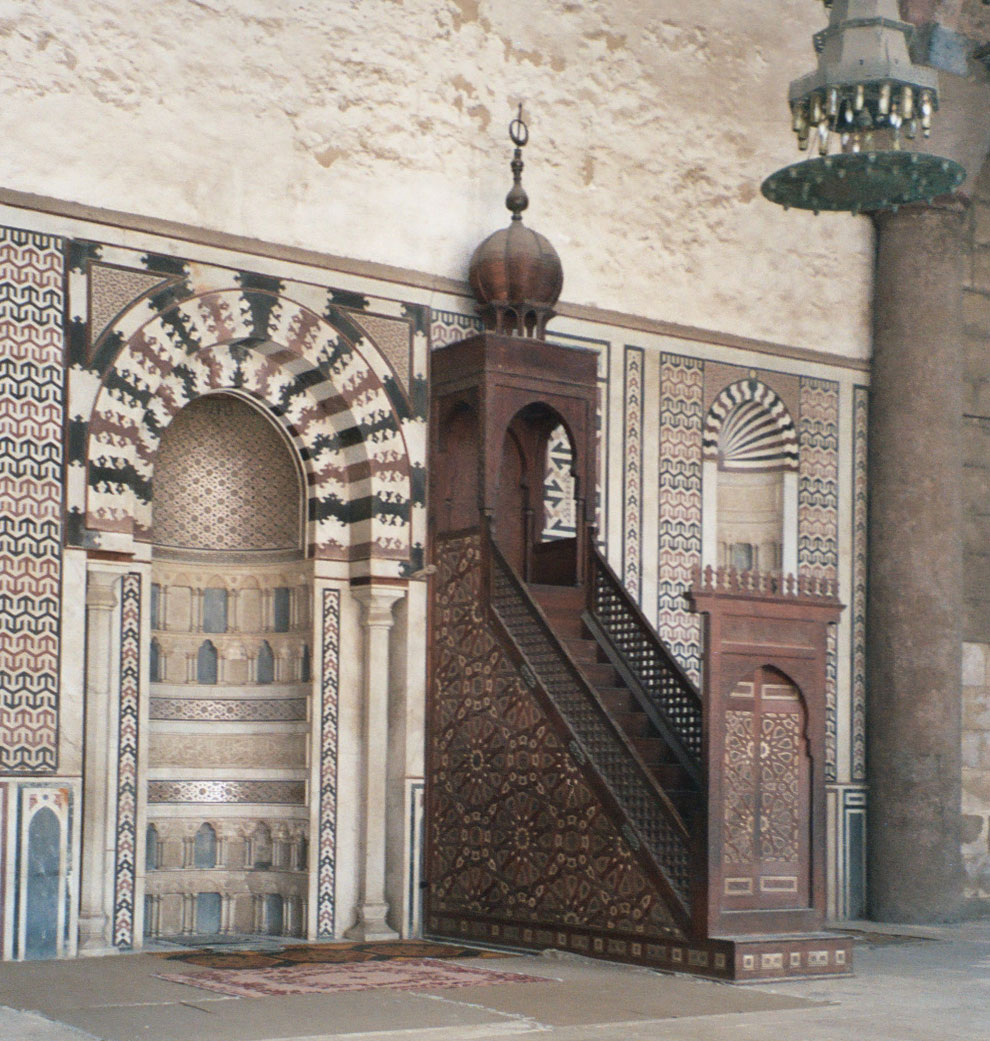
Kanzel (Minbar) in der An-Nasir-Muhammad-Moschee in Kairo

Die Freitagspredigt wird von einer Kanzel verlesen, die als Minbar bezeichnet wird. Das macht den Minbar in einer Freitagsmoschee zu einem unentbehrlichen Element. Der Minbar ist an der Qibla-Wand, stets rechts vom Mihrab angebracht und ist frontal über eine Treppe zu erreichen. Die Chutba wird vom Imam stehend auf der Treppe abgehalten. Der ursprüngliche, frühislamische Minbar hatte drei Stufen. Von Bedeutung ist, dass der Prophet Mohammed stets von der dritten Stufe aus predigte. Seit jeher ist die oberste Stufe des Minbar dem Propheten vorbehalten, der Imam predigt von der zweiten Stufe aus. Auch der Minbar dient der besseren Akustik und Übersicht. Die Anzahl der Stufen des Minbar richtet sich nach der Urform, sollte also mindestens drei Stufen, aber immer ein Vielfaches der Zahl drei aufweisen. Je größer die Moschee ist, desto höher sollte der Minbar sein.

### Minarett

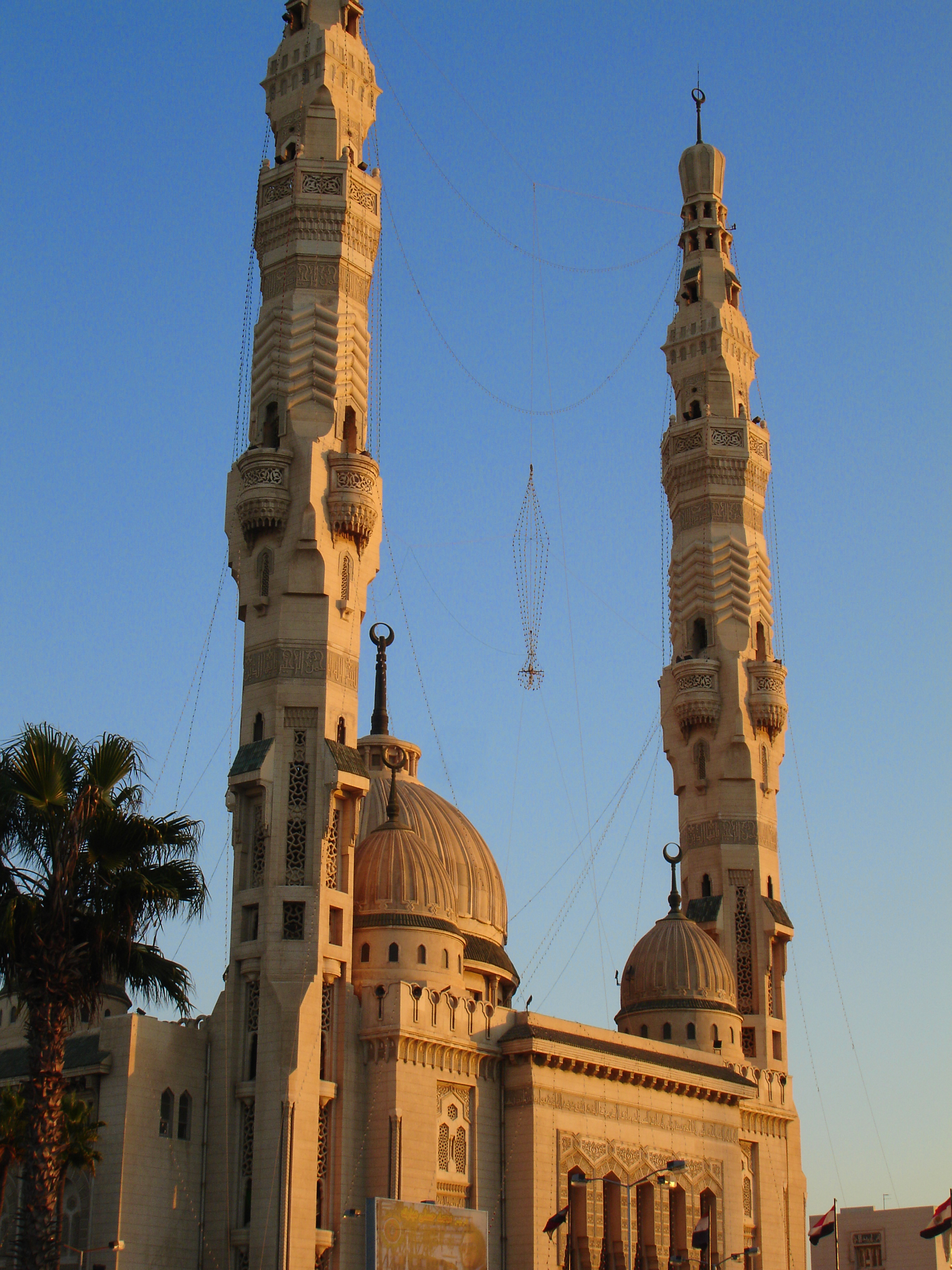
Moschee in Port Fuad mit zwei Minaretten

Der erste Gebetsruf (adhān) erfolgt in der Regel von einem Minarett aus. In früheren Zeiten stieg der Gebetsrufer (muezzin) oder auch der Vorbeter (imam) selbst zu diesem Zweck auf das Minarett und rief die Gläubigen von dort aus zum Gebet. Heutzutage wird der adhān dagegen üblicherweise über Lautsprecher von den Minaretten aus übertragen, während sich der muezzin selbst in der Moschee befindet.
Minarette werden seit etwa 700 n. Chr. errichtet. Diese Tradition ging wahrscheinlich von Syrien aus, wo frühchristliche Kirchtürme oder Leuchttürme zweckentfremdet wurden. In der Frühzeit des Islam rief der Muezzin den adhan meist vom Dach der Moschee aus. Auch beim Minarett gibt es je nach Region unterschiedliche Bauformen. Es gibt auch Moscheen ohne Minarett (z. B. Shah-Jahan-Moschee in Thatta, Pakistan oder die „Neun-Kuppel-Moschee“ bei Bagerhat, (Bangladesch)). Die Mehrzahl der Moscheen in Europa, meist sogenannte Hinterhofmoscheen, haben kein Minarett.

### Dikka
In einer Moschee gibt es oft eine umwehrte Empore (Dikka, in der Türkei Mahfil). Die Dikka hat folgende Funktionen: Zum einen finden in diesem Bereich die Muezzine, Imame und Herrscher ihren Platz, zum anderen wird von dort aus die Iqāma („Aufforderung zum Gebet“) in der Moschee ausgerufen oder der Koran rezitiert. Die Dikka dient also der Akustik, sodass alle Gläubigen die Gebetsaufforderung hören können. In modernen Moscheen mit Lautsprechern hat die Dikka nur noch symbolischen Charakter. Dennoch dient sie weiterhin als traditionelles Bauelement und als abgetrennter Bereich der Imame und Gelehrten. Die Dikka ist, entsprechend dem Größenverhältnis der Moschee, hinten oder mittig angelegt. Je nach Größe der Moschee ist die Dikka entweder nur wenige 30 bis 40 cm über dem Boden oder sogar drei Meter höher.

### Kursī
In einigen Moscheen steht ein erhöhter Predigtstuhl oder ein Lesepult bzw. mehrere Lesepulte. Diese dienen der Koranrezitation. Sie werden als Kursi bezeichnet.

### Waschvorrichtungen

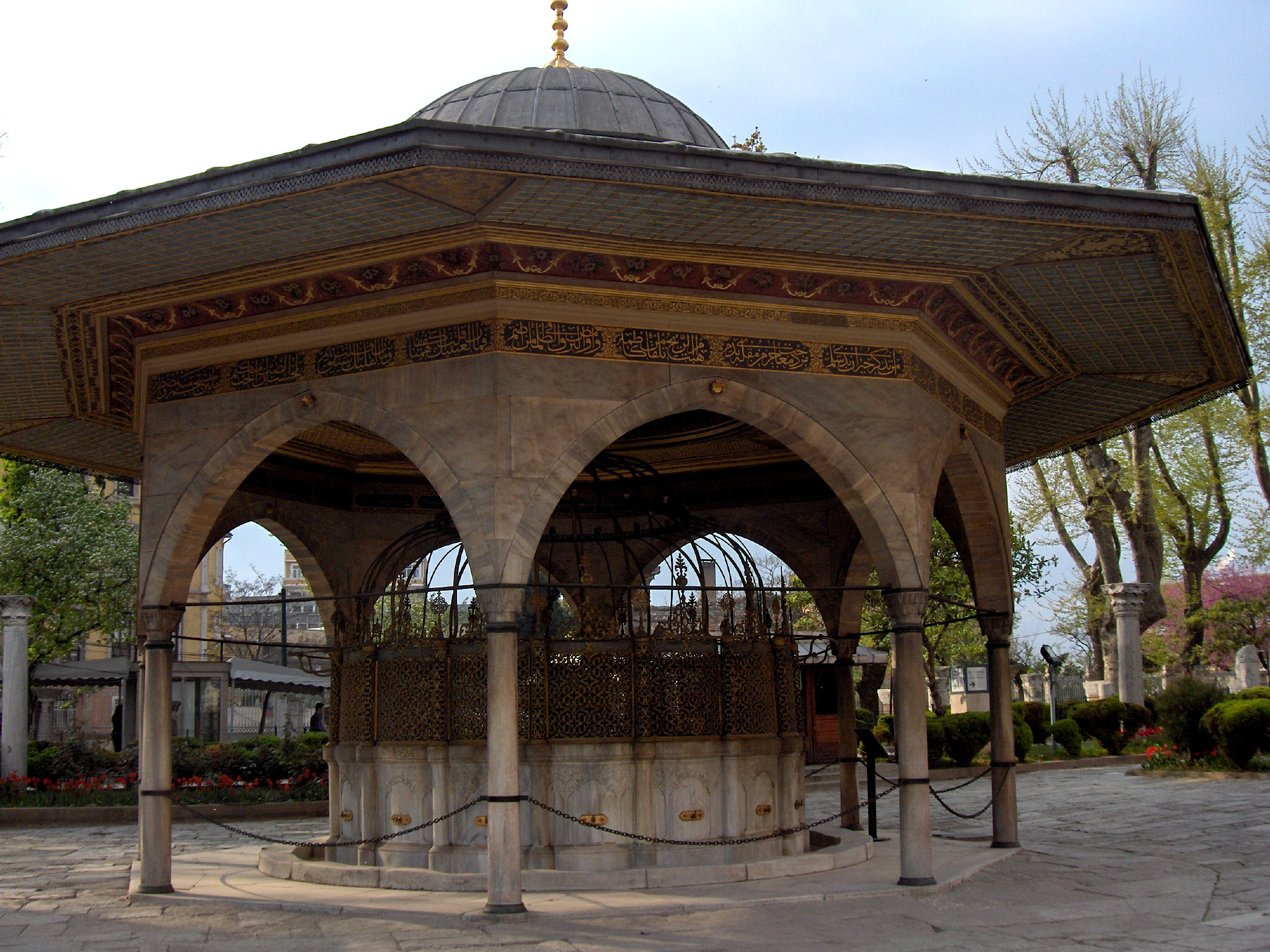
Der Şadırvan der Ayasofya von 1740

Vor dem Gebet muss fast immer eine rituelle Waschung (Wudū') vollzogen werden. Oft ist der Moschee zu diesem Zweck ein Hof oder Garten mit Brunnen oder Weiher angegliedert. In der osmanischen Architektur entwickelte sich die Tradition der Şadırvan-Brunnen. Diese wurden aufwändig gestaltet.

### Angeschlossene Räumlichkeiten
Angeschlossene Räumlichkeiten und Nebengebäude können auch ein Ort für Unterricht und Gespräche oder für Geschäfte, Reisebüros usw. sowie Veranstaltungsort für das Feiern gesellschaftlicher Anlässe sein. An die Moschee kann auch eine Madrasa angeschlossen sein. Es können dem Hauptbau weitere Bauten angeschlossen sein, so dass ein Komplex entsteht, der das soziale, kulturelle, religiöse und politische Leben einer islamischen Gemeinde bestimmt.
Manche Moscheen sind im Zusammenhang mit einem Grabmausoleum errichtet worden. In diesem Fall spricht man von einer Grabmoschee.

## Regeln für die Moschee

### Sauberkeit
Vor dem Betreten der Moschee werden die Schuhe ausgezogen. In den Vorräumen oder am Eingang der Moschee werden die Schuhe aufbewahrt – man kann sie aber auch (die Sohlen zueinander gewandt) mit in die Moschee nehmen. Ein Muslim betritt die Moschee mit dem rechten Fuß und verlässt sie mit dem linken.

### Konzentration
Weil Moscheen Orte des Gebets und der kontemplativen Besinnung sind, gelten ähnliche Anstandsregeln wie bei einem Kirchenbesuch. Lautes Diskutieren und Rufen ist ebenso verboten wie das Mitbringen von Tieren. Allerdings gab das Muslim Law Council UK am 24. September 2008 einem blinden Muslim per Fatwa die Erlaubnis, seinen Blindenhund mit in die Moschee zu nehmen. Das direkte Vorbeilaufen vor einem Betenden ist verboten, um ihn nicht im Gebet zu stören.

### Kleidervorschriften
Der Islam schreibt Muslimen bescheidene Kleidung vor. Die Kleidung muss vor allem sauber sein und den Körper in angemessener Weise bedecken. Frauen müssen für das Gebet das Haupthaar bedecken (Hidschāb). Für Männer ist eine Kopfbedeckung (Takke) optional.

### Geschlechtertrennung

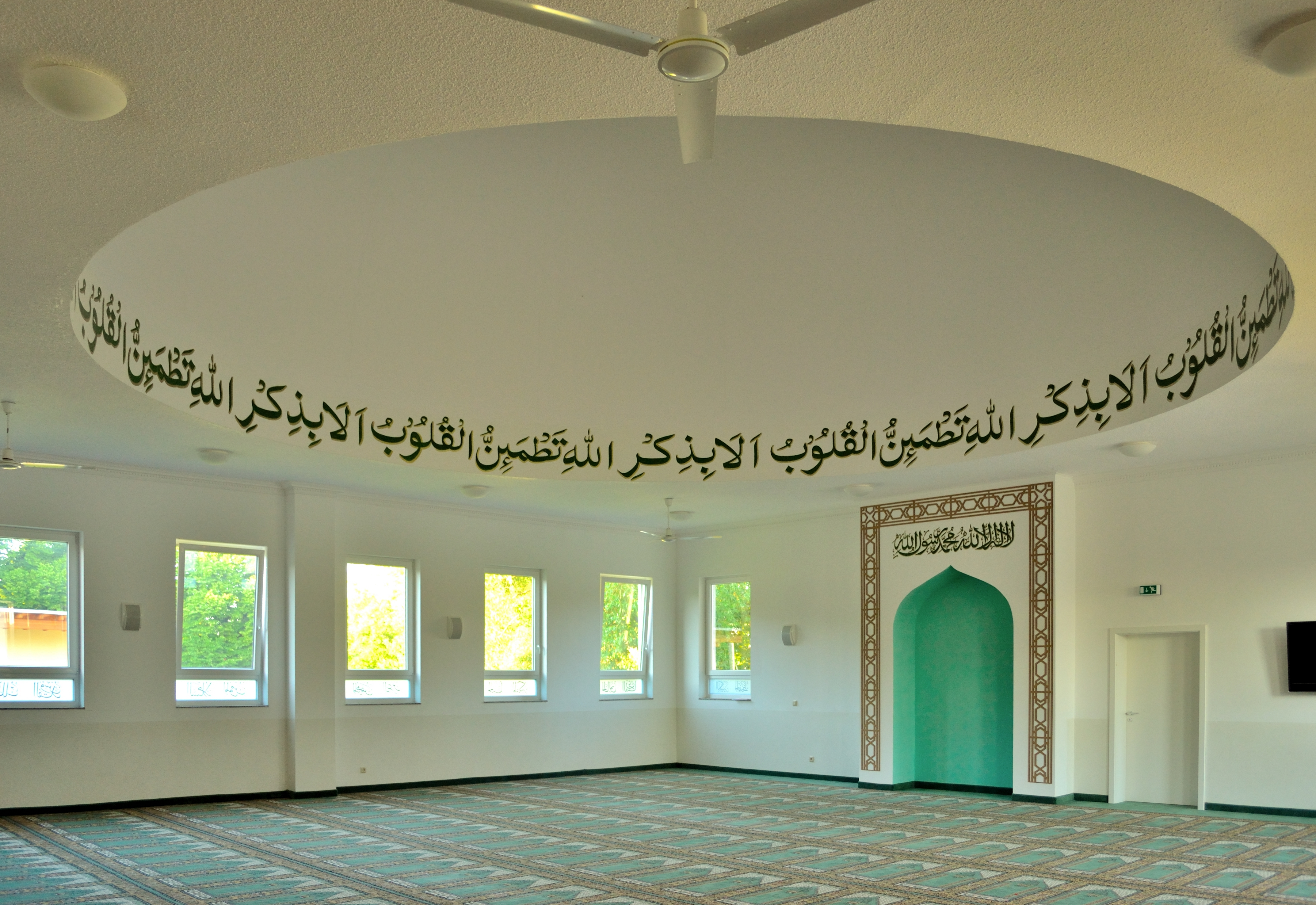
Ein eigener Betsaal für Frauen in der Chadidscha-Moschee in Berlin-Heinersdorf

Da Frauen von Männern beim Gottesdienst nicht beobachtet werden sollen, beten die Frauen hinter den Männern, abgetrennt in eigenen Räumen oder auf einer Empore.
Obwohl es für Frauen und Kinder besonders reservierte Räume gibt, gilt die Geschlechtertrennung für die Al-Haram-Moschee in Mekka nicht.

### Zutritt für Nichtmuslime
Die meisten islamischen Richtungen erlauben Nichtmuslimen das Betreten von Moscheen; zu Gebetszeiten kann Nichtmuslimen der Zutritt verwehrt sein. Die Städte Mekka und Medina sind für Nichtmuslime gesperrt.
Viele Moscheen in der islamischen Diaspora heißen Besucher als Zeichen der Offenheit gegenüber der Mehrheitsgesellschaft aber auch als Ermutigung zur Konversion zum Islam willkommen. Seit 1997 wird in Deutschland der Tag der offenen Moschee am 3. Oktober, dem Tag der Deutschen Einheit begangen.

## Architektur

### Bauformen

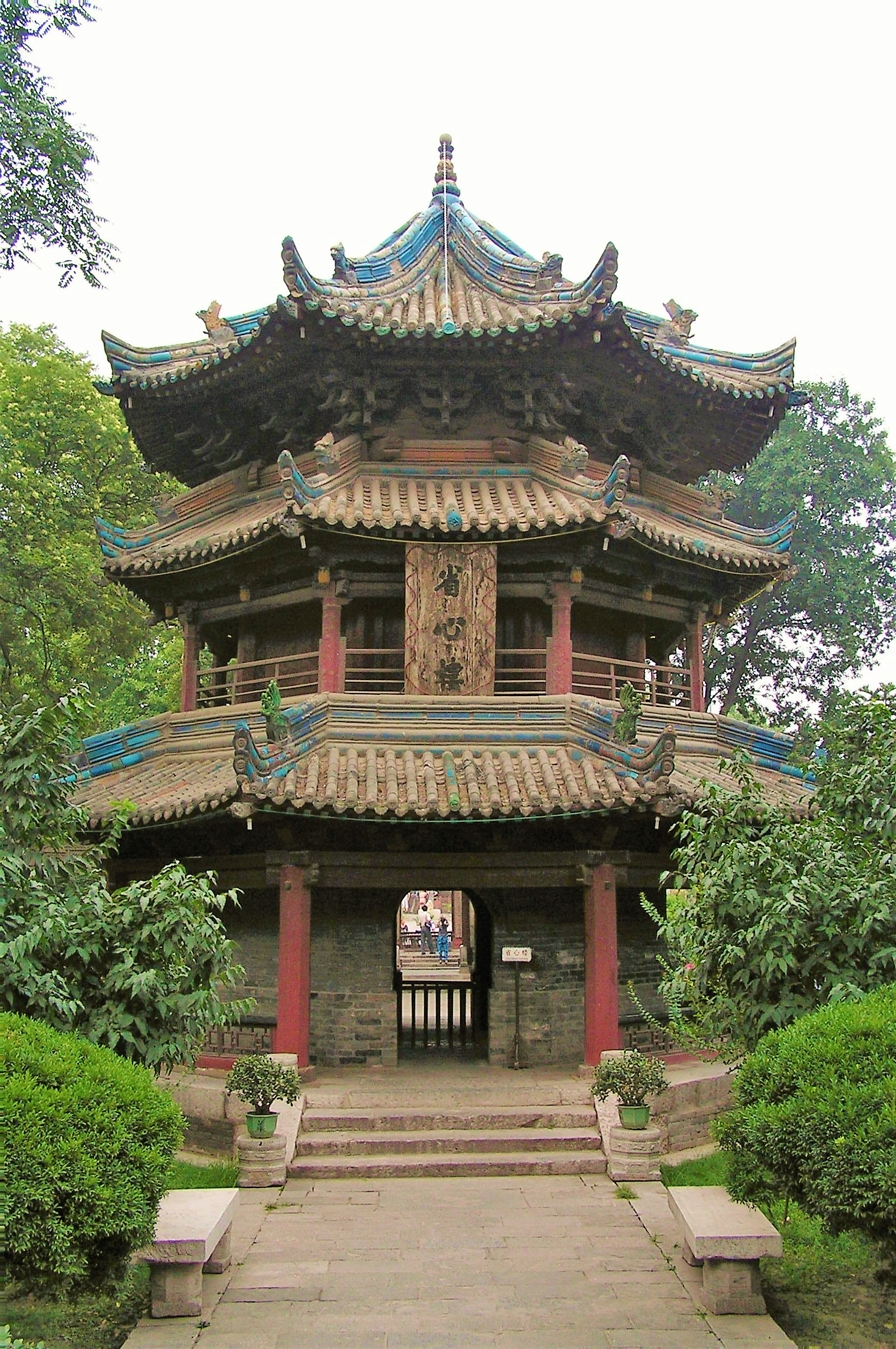
Minarett der Moschee zu Xi’an, eine der ältesten Moscheen in China (7./8. Jahrhundert)

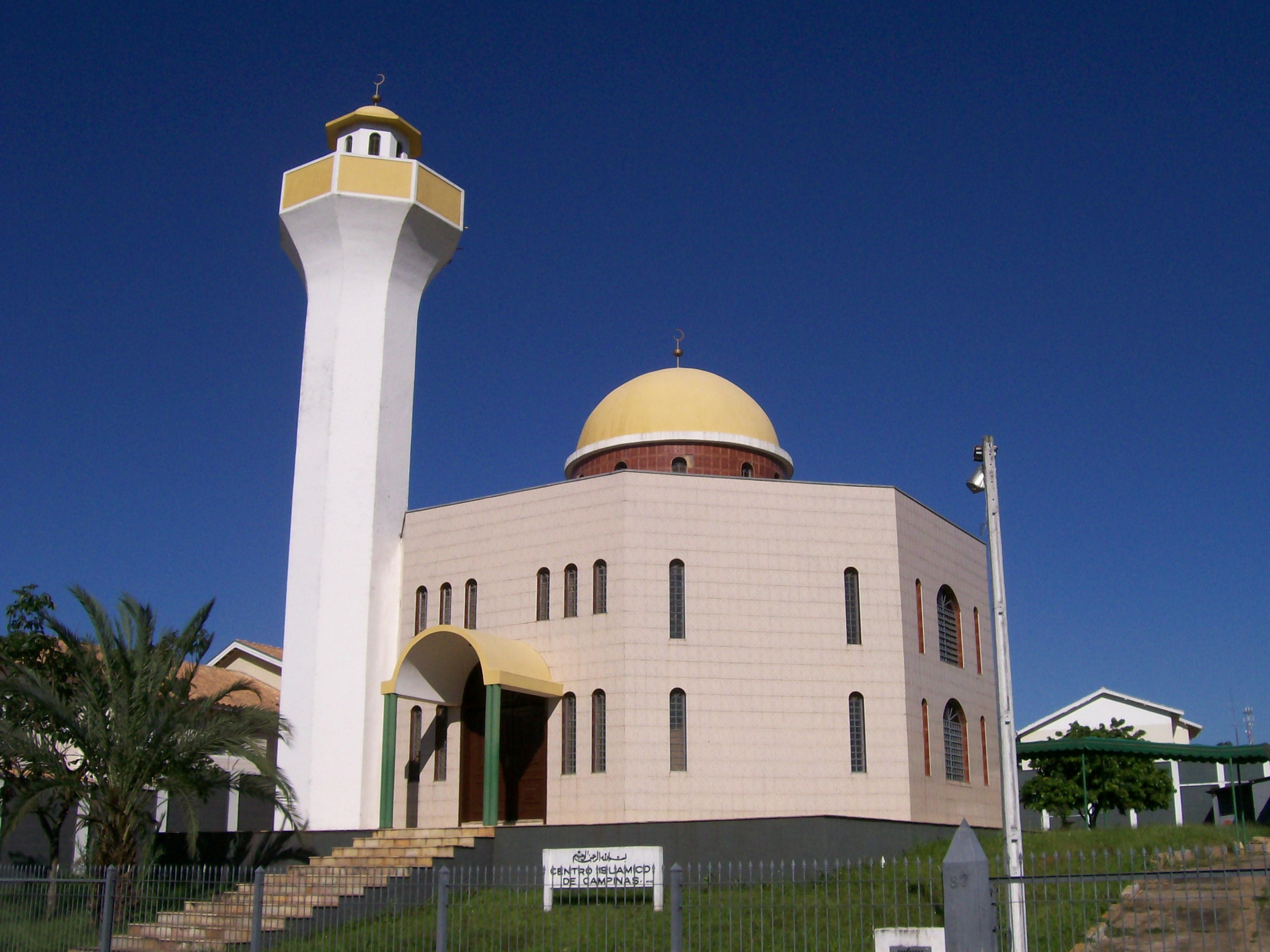
Islamisches Zentrum von Campinas, Brasilien

Die Ausbreitung des Islam führte zum Kontakt mit anderen Kulturkreisen, deren Bauformen in die Sakralarchitektur integriert wurden. Im Rahmen der Auseinandersetzung mit dem Christentum wurden oftmals bestehende Kirchen in Moscheen umgewandelt (Bekanntestes Beispiel: Hagia Sophia nach der osmanischen Eroberung von Konstantinopel).
Es sind, obschon chronologisch aufeinander folgend, regional und zeitlich unabhängig Unterschiede entstanden, die, anders als in der westlichen Kunstgeschichte, keine lineare Entwicklung aufzeigen. Die Bauformen sind eigenständig aus dem Kontakt mit den einverleibten Kulturen entstanden. In den islamisierten Kulturräumen haben sich folgende traditionelle Grundrisse und Bauformen herauskristallisiert:
- Säulenhalle mit offenem Innenhof (arabische Halbinsel, Spanien, Nordafrika)
- Säulenhalle aus Lehmziegeln oder gestampftem Lehm (Westafrika und Sahel)
- Kreuzachsiger Vier-Iwan-Innenhof (Iran, Zentralasien)
- Dreifachkuppel mit breitem Innenhof (indischer Subkontinent, siehe dazu Indo-islamische Architektur)
- Zentralbau mit Zentralkuppel (Türkei, Balkan)
- Freistehende Pavillons in einem umfriedeten Garten (China)
- Zentralsymmetrisches gestuftes Meru-Dach (Südostasien)

### Stilelemente

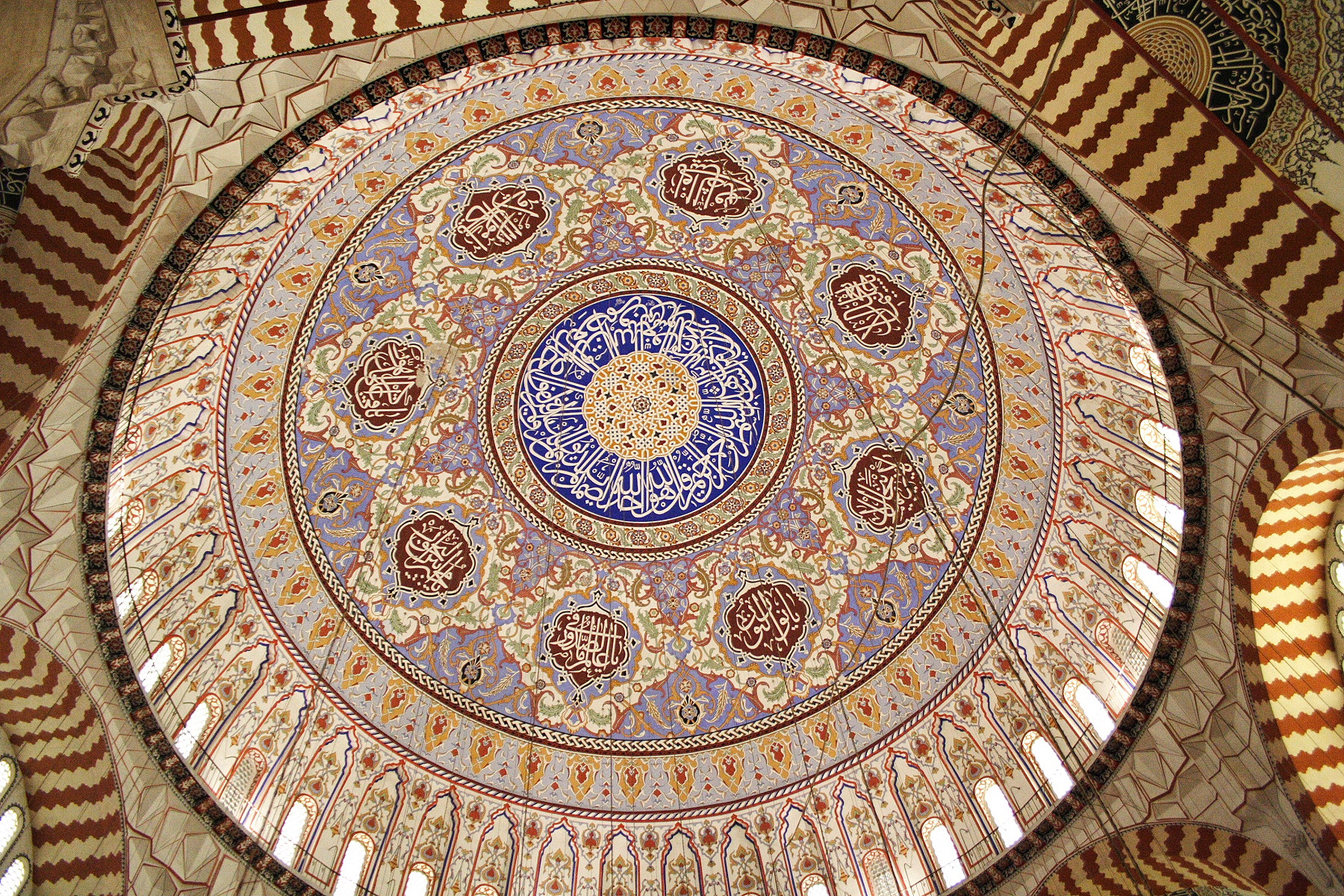
Kuppel der Selimiye-Moschee in Edirne

Je nach Bauform entstanden entsprechende Stilformen in der Fassadengestaltung, Innenarchitektur und im Möbeldesign. Die Formensprache ergänzte sowohl im Stil als auch im Material das ganze Bauwerk. Oft findet man gleiche Dekors in unterschiedlichen Bereichen wieder. Je nach regionaler Verfügbarkeit oder traditionell üblicher Handwerkskunst bestand die jeweilige Einrichtung aus Naturstein, Stuck, Lehm, Holz oder Metall. Durch das Bilderverbot im Islam entstanden anfangs sehr sachliche, schmucklose Räume. Dennoch sah man sich verpflichtet, die Moscheen als Teil der religiösen Architektur von der Profanarchitektur abzuheben. Dadurch konzentrierte man sich auf Kalligraphie, Geometrie, Ornamentik, Arabesken und verschiedene Kunsthandwerke wie z. B. Stuck-, Teppich-, Schmiede-, Bildhauer-, Tischler-, Glasmaler- und Kachelhandwerke.
Aufgrund des warmen Klimas in den islamischen Ländern war das Spiel von Wasser, Licht und Schatten von besonderer Bedeutung. Das Wasser – als Brunnen oder Wasserbecken im Betraum oder im Hof – diente zur Reinigung und zur Kühlung. Es entstanden schattenspendende Fensterläden mit aufwändigen Dekors aus Holz, Naturstein, Stuck oder Metall. Zur Erhellung der Moschee in dunkler Tageszeit dienten Öllampen (→Moscheeampel) oder Kerzenhalter, die ebenso aufwändig gestaltet waren. Die Höfe wurden mit Arkaden oder Kolonnaden beschattet.
Die verschiedenen Gewölbe wurden früh im Sakralbau eingesetzt – zum Teil auch nur isoliert über dem Mihrab. Unter den Osmanen und in ihrem Verbreitungsgebiet waren – durch die christliche Hagia Sophia in Istanbul inspiriert – Zentralbauten mit vielen Kuppeln und einem (bis zu vier) spitzen Minaretten oft anzutreffen. Der osmanische Architekt Sinan führte diese Bauform zur Vollendung (siehe dazu: Osmanische Architektur).
Moscheeanlagen mit großem offenen Innenhof sind für Iran mit dessen Vier-Iwan-Höfen sowie für die Indo-islamische Architektur typisch. Lehmbauten finden sich in der Sahelzone, pagodenartige Moscheen in Indonesien. Minarette können sehr unterschiedlichen Baumustern folgen: runde und eckige Türme, z. T. in Schalenbauweise mit Plattformen für den Gebetsruf.
In der usbekischen Architektur haben sich spezielle offene Sommermoscheen mit Iwanen entwickelt, welche in der warmen Jahreszeit genutzt wurden. Solche Einrichtungen verfügten in der Regel auch über geschlossene Räume, Wintermoscheen.

## Filme
- Sakrale Bauwerke – Von betenden Menschen und prächtigen Moscheen. 89-minütige Fernsehdokumentation von Bruno Ulmer (Arte, Frankreich 2018).